# Тарасов, Лев Сергеевич
Лев Сергеевич Тарасов (1927—1998) — советский геохимик, лауреат Государственной премии СССР (1977).
Родился в 1927 г. в Москве. Окончил Московский геологоразведочный институт им. С.Орджоникидзе (1945—1951) по специальности «инженер-геолог» и аспирантуру ГЕОХИ АН СССР (1951—1955), научный руководитель А. П. Виноградов.
Работал в ГЕОХИ в изотопной лаборатории, тема научных исследований — геохимия изотопов свинца. С 1976 по 1998 г. старший научный сотрудник лаборатории сравнительной планетологии.
Был главным хранителем, координатором работ и одним из исследователей лунного грунта, доставленного на Землю космическими кораблями «Луна-16», «Луна-20», «Луна-24» (1970 ,1972, 1976).
Лауреат Государственной премии СССР (1977).
Публикации:
- Тарасов Л. С., Иванов А. В., Флоренский К. П., Родэ Л., Назаров М. А. Литолого-морфологические характеристики лунного реголита из материкового района Аполлоний. Грунт из материкового районa Луны. М.: «Наука». 1979.
- Тарасов Л. С., Назаров М. А. Петрографическая характеристика пород из материкового реголита района Аполлоний («Луна-20»). Грунт из материкового районa Луны. М.: «Наука». 1979.
- Назаров М. А., Тарасов Л. С., Шевалеевский И. Д.. Минералогия материкового реголита («Луна-20»). АН СССР, Грунт из материкового районa Луны. М.: «Наука». 1979.
- Тарасов Л. С., Иванов А. В., Высочкин В. В., Родэ О. Д., Назаров М. А., Шерстюк А. И. Приемка и первичное исследование колонки реголита «Луны-24». Лунный грунт из Моря Кризисов. АН СССР. М.:"Наука". 1980.
- Барсуков В. Л., Дмитриев Л. В., Тарасов Л. С., Колесов Г. М., Шевалеевский И. Д., Рамендик Г. И., Гаранин А. В. Геохимические и петрохимические особенности реголита и пород из Моря Кризисов. Лунный грунт из Моря Кризисов. АН СССР. М.: «Наука». 1980.
- Барсуков В. Л., Тарасов Л. С., Колесов Г. М., Кудряшова А. Ф. Вариации геохимических характеристик магматических пород из Моря Кризисов. Лунный грунт из Моря Кризисов. АН СССР. М.: «Наука». 1980.
- Л.С. Тарасов, А.Ф. Кудряшова, А.А. Ульянов, В.А. Бобров, Е.Г. Вертман, В.Б. Барышев, К.В. Золотарев. Совместное использование РФА-СИ и ИНАА методов для геохимической характеристики базальтов восточной окраины Луны. ИЯФ 96-42. Новосибирский Институт ядерной физики им. Г.И. Будкера СО РАН, 1996. 30 с.